# Japán média

A TV Tokyo logója

A japán média eszközei közé számos japán televízió- és rádiócsatorna, magazin és napilap tartozik. A legtöbb televíziós csatorna a már létező rádió-csatornák befektetései révén jött létre. A műsorok legnagyobb részét az beszélgetős műsorok, doramák és a hírműsorok teszik ki.
Számos másodcsatornán nyugati filmeket is vetítenek. Vannak olyan csatornák, ahol csak angol nyelvű műsorokat adnak, japán felirattal.
Japánban a kommunikációs eszközök közé tartoznak az internetes médiahálózatok, közösségi oldalak és fórumok, blogok is. Jellemző az intenzív közösségi élet az internetes felületeken is, a felhasználók is részt vesznek a közösségi oldalak építésében. Ez annak is köszönhető, hogy 2011-ben az élet valamennyi területét érintve megkezdték a kommunikációs hálózatok fejlesztését, majd később felhasználóbaráttá alakítását. Számos szolgáltatás elérhetővég vált online felületeken. Több rádió- és tv-közvetítés internethasználattal is igénybe vehető.

## Újságok, napilapok

### Napilapok
Az első újságok 1868-ban jelentek meg Tokió, Oszaka, Kiotó és Nagaszaki városokban, bár ezek még nem napilapok voltak. Az első napi rendszerességgel készült napilap az 1870-ben megalakult jokohamai Mainicsi Simbun volt. Napjainkban a legtöbb vezető japán napilap története az 1870-es évekre nyúlik vissza.

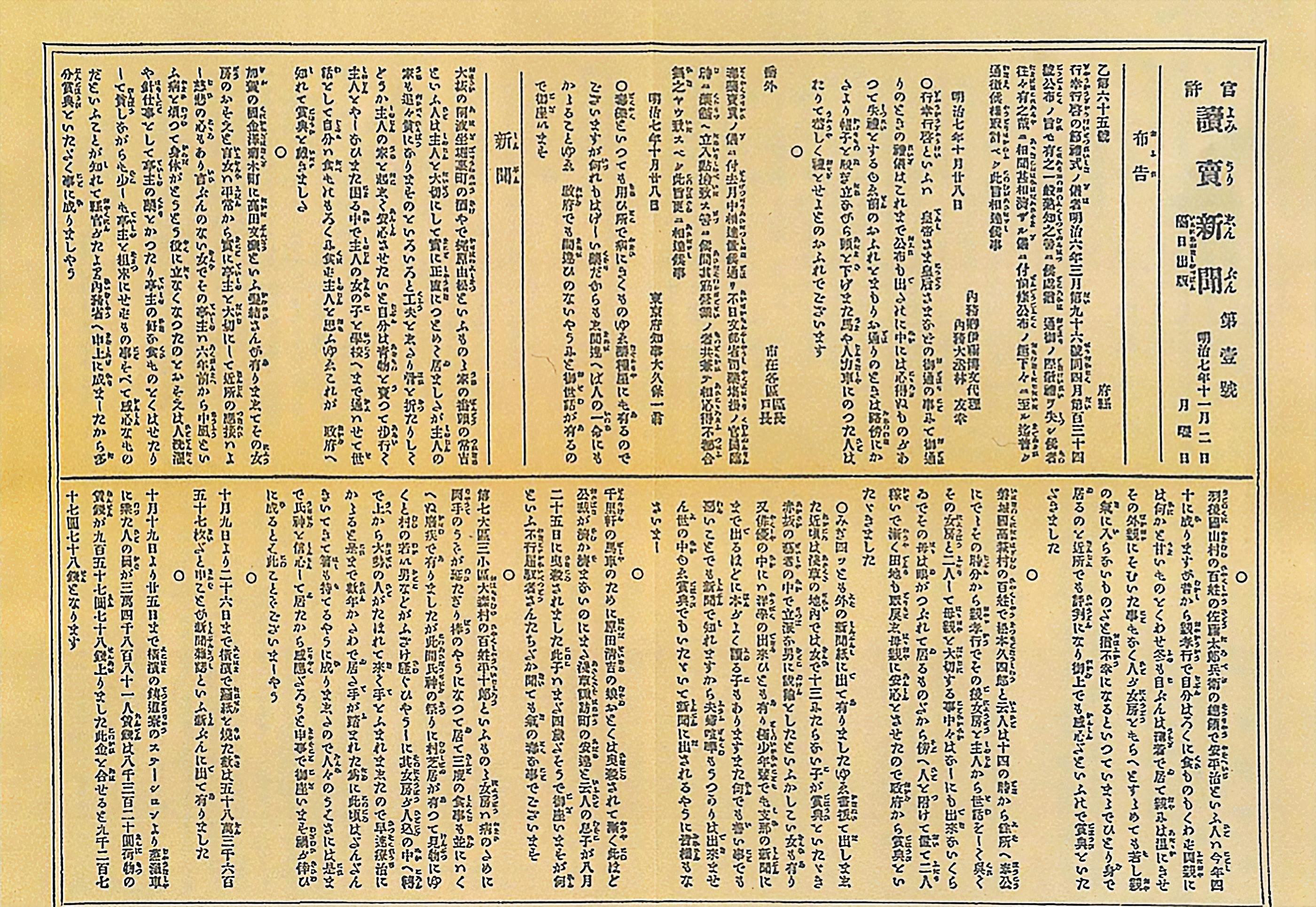
A Jomiuri Simbun első kiadása

A mai vezető napilapoknál jellemző a hatalmas médiacégekkel való egyesülés, gyakran televíziócsatornákkal, esetleg professzionális sportegyesületekkel és más üzleti cégekkel való összeolvadás. (A 2016-os évben egy háztartásra átlagosan 0,78 napilap jutott.) A nagyobb hírlapok átlagosan napi kettő újságot adnak ki, van reggeli és esti kiadás (kivétel a vasárnap), és az eladott példányok 95%-a egyenesen a háztartásokba jut. Ráadásul nem csak hírlapok vannak, számos sport-, politikai témájú, gyárspecifikus és szabadidős tevékenységekkel foglalkozó napilap is szerepel a japán médiában.
Az öt legnagyobb hírlap országos szinten kerül eladásra, regionális híreket közöl. A legfontosabb japán napilapok a következők:
1. Jomiuri Simbun (読売新聞): Világszinten is első helyen áll a legyártott és eladott szám tekintetében is, reggel 10 millió, este majdnem 4 millió példánnyal. Szerződésben áll a brit The Times című hírlappal. A Nippon Televízióval egyesült. Enyhén konzervatív beállítottságú. 1955 óta angol nyelven is olvasható, ugyanettől az évtől online is olvasható.
2. Aszahi Simbun (朝日新聞): Reggeli példányszám 8 millió, esti 3,6 millió. Világszinten második helyen áll, az eladási darabszám tekintetben is, előfizetői között főleg doktorok, ügyészek, mérnökök vannak. Liberális beállítottságú. A TV Aszahi-val olvadt egybe. Több amerikai napilappal áll kapcsolatban, többek között a The New York Times-szal is. Online, angol nyelven is elérhető.
3. Mainicshi Simbun (毎日新聞): Naponta 4 millió példány az eladási száma. A TBS-szel (Tokyo Broadcasting System) áll szerződésben. Mai nevét 1943-ban kapta, több napilap beolvasztása után. Az angol változat 1922 óta létezik. 2001-től online is elérhető, angol nyelven is.
4. Nikkei Simbun (日本経済新聞): A The Wall Street Journal gazdasági témájú újsághoz hasonló. Napi 3 millió példány kerül eladásra. A TV Tokió-val egyesült.
5. Nihon Keizai Simbun: Röviden Nikkei, Japán vezető gazdasági napilapja. Napi 4 millió darab példány jellemző. A gazdasági hírek mellett a kiadó más ágazatokhoz kapcsolódó számos szakmai lapot és hetilapot ad ki.
6. Szankei Simbun (産経新聞): Japán hatodik legnagyobb napilapja. 2001-től elérhető az online változata is, annak lehetőségével együtt, hogy a kinyomtatott napilap cikkeit az online felületről le lehessen tölteni, és ki lehessen nyomtatni. Megjegyzendő, hogy 2005-ben alacsony látogatottság miatt az esti kiadással kapcsolatos online szolgáltatás megszűnt.

Japánban három angol nyelvű napilap van. A fentiek közül a Jomiuri Simbun és az Aszahi Simbun angol nyelvű változata, a Daily Jomiuri és az International Herald Tribune/The Aszahi Simbun, illetve a szintén online elérhető The Japan Times. A növekvő okostelefon- és internethasználat mellett viszont a napilapokra történő előfizetések száma csökken, főleg a fiatalok körében. A hírlapokban szereplő hirdetések száma is csökken, ennek köszönhetően a kiadók kénytelenek újabb üzleti témákat megjelentetni az újságokban.

### Regionális hírlapok
Japánban a Csunicsi vállalat alá tartozik két regionális újság. Az egyik a Kanto prefektúrában kiadott Tokió Simbun, amely napi szinten körülbelül 900 ezer példányt ad ki. A másik az Aicsi prefektúrában a Csunicsi Simbun, amely azon a területen elsődleges napilapnak számít. Más területeken kiadott újság például Kjúsú szigetén a Nisinippon Simbun, Hokkaidó szigetén a Hokkaidó Simbun, Tóhóku régióban a Kahoku Simpó.

### Szakmai hírlapok
1. Nikkan Kogjo Simbun: Az egyik vezető szakmai napilap Japánban. Napi szinten 420 ezer példányt adnak el. A kiadó központja Tokióban található. A napilap fő témái közé tartoznak a gazdasági hírek, autó-, elektronikai cégekkel kapcsolatos hírek, illetve telekommunikációs-, információs technológiai hírek is.
2. Szeikjó Simbun: A Szóka Gakkai nevű buddhista szervezet napilapja. Címe szó szerint „A spirituális tanítások hírlapját” jelenti. Japán harmadik legnagyobb napilapja. Gazdasági és nemzetközi híreket is közöl.

### Napilapok megítélése
Japánban a média a legnagyobb befolyással rendelkező erő. Egy 2012-es felmérés alapján kiderült, hogy a többség a napilapokat megbízhatónak, a magazinokat érdekesnek találja, a rádióadókhoz pedig könnyen elérhetőséget soroltak. Fontos, hogy a napilapok tartalma nagyban befolyásolja az olvasók gondolkodását. A társadalom elöregedésével párhuzamban gondolják, hogy a napilapok 68%-a megbízható.

## Magazinok és könyvek

A Weekly Sónen Jump logója

2014-ben megközelítőleg 85 ezer könyvet és magazint adtak ki Japánban, a másolatokkal ez a szám 4,7 milliárdra nőtt.
Az újonnan kiadott könyvek széles körben fednek le különböző területeket. Kategóriák szerint szociológiai és irodalmi témák, illetve művészeti, technológiai témájú, történelmi kiadványok és gyermekeket célzó magazinok és könyvek jelennek meg. Eladások tekintetében a történelmi-, misztikus témájú regények nagy számban vannak, műfajtól függetlenül főleg a középkorú emberek körében.
Japánban a magazinok lehetnek hetente, kéthetente, havonta, negyedévente kiadott lapok. A kiadók közé tartozhatnak a nagyobb sajtócégek, könyvkiadó vállalkozások, illetve magazinra specializálódott kiadócégek, továbbá független- és speciális érdeklődési körben létrehozott szervezetek magazinjai is megjelennek. A heti magazinok eredetileg és elsősorban a napilapokat kiadó cégek kiadványai. A könyvkiadók 1956 februárjában kezdtek előre törni a magazingyártás területén, a Weekly Sincso című újsággal. Az első heti magazinokban az aktuális politikai eseményekről, híres emberekről és bűntényekről írtak.
Míg az általános magazinok – mint például a Bungei Sundzsu, Csuo Koron, Szekai – és más nagyobb hírnévvel rendelkező, hosszú ideig kiadott havilapokat főleg a tanult emberek olvasták, voltak női olvasókat célzó magazinok is, mint a With és a More. Az elmúlt években a lapok jobban fókuszáltak a tartalomra, korcsoportok, végzettségek, érdeklődési körök tekintetében. Megjelentek olyan magazinok, amelyekkel esetleg gyűjtőket, sportrajongókat, vagy esetleg az informatika területével foglalkozókat is megcéloztak. A népesség növekedésével együtt pedig egyre több olyan lapot adtak ki, amely a közép- és idősebb korosztálynak szóló témákkal szolgált.
A külföldi magazinok japán változatai is részei a piacnak, mint például a Newsweek japán nyelvű változata, amelyet 1986-ban adtak ki először. Másik irányból nézve, az előző években igen magas lett a tengerentúlra exportált – mint például Dél-Korea és Kína – japán lapok száma, főként a fiatalabb női korosztályt megcélozva.
A képregényes magazinok és könyvek (ismertebb néven mangák) a fiatalok és felnőttek körében egyaránt nagyon népszerűek. A japán animáció világszintű elterjedésének köszönhetően az újabbnál-újabb történeteket magukba foglaló képregényeket nagy számban külföldre is exportálják, leggyakrabban angol nyelvre fordítás után. Az egyik leghíresebb a Súkan Sónen Jump (angolra lefordítva Weekly Sónen Jump), amely az egyik leghosszabb ideje futó mangamagazin, hetente 2,8 millió eladott példánnyal.

#### Heti magazinok listája
- Aera (アエラ)'
- Friday (フライデー): fényképészeknek
- Dzsoszei Dzsisin (女性自身): nőknek
- Nikkei Business (日経ビジネス): gazdaság
- Súkan Aszahi (週刊朝日): liberális
- Súkan Economist (週刊エコノミスト): gazdaság
- Súkan Kinjóbi (週刊金曜日): liberális
- Súkan Bunsun (週刊文春): konzervatív
- Súkan Diamond (週刊ダイヤモンド): gazdasági
- Súkan Dzsoszei (週刊女性): nőknek
- Súkan Post (週刊ポスト): konzervatív
- Súkan Sincsó(週刊新潮): konzervatív
- Súkan Tojo Keizai (週刊東洋経済): gazdaság
- Sunday Mainicsi (サンデー毎日): liberális

#### Havi magazionok listája
- Bungei Sundzsu (文藝春秋): konzervatív
- Csúó Kouron (中央公論): A Jomiuri lapkiadóval egyesült. Konzervatív.
- Szeiron (正論): A Szankei lapkiadó adja ki. Konzervatív
- Szekai (世界): liberális

## Közvetítés

### Áttekintés
Japánban az első rádiósugárzás az I. világháború után kezdődött 1925-ben. Ez három nagyobb várost érintett: Tokiót, Oszakát és Nagoját. 1926-ban létre is hozták az első állami sugárzási szervezetet, a Nippon Hoszo Kjókai-t (röviden NHK), amely a mai napig a legnagyobb közszolgálati csatorna Japánban. Megjelentek az első vetítőkocsik, megépítették az első vetítőtornyot Kimutában, 1939-ben pedig elkészült a Toshiba első televíziós készüléke, és próbavetítések voltak.
1940-ben elindult a Juge Mae (Yuge-Mae), Japánban az első dorama, amely 12 perces volt részenként. A II. világháború után a próbaadásokat felfüggesztették, majd 1951-ben elindult az első kereskedelmi csatorna. Az első hivatalos vetítés 1953. február 1-jén kezdődött el. Az NHK csatornáján hírműsorok voltak délben és este, valamint eseményeket közvetítettek.
1953-tól elindultak az első élő közvetítések Jokohamában, 1953-ban élőben közvetítették a császári pár esküvőjét. 1960. szeptember 10-én elindultak az első színes adások, 1964-ben a tokiói olimpia volt látható, később az egész országot lefedő mikrohullámú adórendszert hoztak létre.
A filmgyártó cégek nem járultak hozzá ahhoz, hogy a filmjeiket közvetítsék. Ez azt eredményezte, hogy a filmipar és a televíziózás szétvált, filmeket csak moziban vetítettek. (A televíziózás elterjedésével az emberek ritkábban jártak moziba, ezért a filmipar bevétele csökkent.) Elkezdték amerikai sorozatok vetítését, kísérlet volt a hírműsorok és szórakoztató műsorok egyenlő arányú elosztásával, de később ez is megbomlott.
1969-ben Japánban is közvetítették a Holdra szállást. 1983-ban kezdték vetíteni az Oshin-t, ami egy reggel közvetített szappanopera volt.
Az NHK 1987-ben megkezdte a műholdas közvetítést (röviden BS) két csatornával. 1990-ben elindították a WOWOW nevű csatornát, amely szintén kereskedelmi csatorna volt. Az analóg formátumú kommunikációs műholdas közvetítés (röviden CS) 1992-ben indult, majd a digitális közvetítések 1996-ban a PerfectTV-vel (napjainkban SKY PerfectTV) indultak el. 2000 decemberében a BS digitális közvetítés 10 televíziós csatornával indult, ami magában foglalt rádiót is.
A szárazföldi digitális televíziós közvetítések sokkal több információt sugároznak egyszerre. Jellemző, hogy ezeket összetömörítik: a közvetített képjeleken szövegek jelennek meg. Ez nem csak a minőséget növeli (ezt már az analóg műsorszórás is biztosítja), hanem új lehetőségeket is magában foglal. Vagyis, ha tiszta és színvonalas képet és hanganyagot kell létrehozni, a Japán ISDP-T (angolul Integrated Services Digital Broadcasting-Terrestrial) segítségével lehetőség van arra, hogy a szöveganyag a hírekből, időjárás-jelentésekből, közlekedési információkból stb. egy csatornára kerüljenek. A szöveges tájékoztatás óriási segítség az idősebb korosztálynak, valamint a hallássérült embereknek, hogy ők is könnyen hozzájussanak az információkhoz. A folyamatos átvitelek az ütemtervben levő műsoroktól kezdve a sporteseményekig bárhol megjelenhetnek. Léteznek interaktív műsorok, amelyek a nézők számára lehetőséget ad szereplésre, internetkapcsolat segítségével. Ma már az ISDP-T nem csak Japánban, hanem több szolgáltatásával együtt világszerte ismert.
Japánban a kábeltelevíziós cégek is átálltak a digitális közvetítésre 1998-ban. Néhány magáncég és az NHK is megtette ezt a lépést 2003-ban. 2011. júliusban megszüntették az analóg műsorszórást, kivételt képeznek azok a prefektúrák, ahol a márciusi földrengés és cunami érintett. 2012. március 31-én a földrengés sújtotta területeken is megszüntették ezt a fajta közvetítést, ezzel az egész országot átemelve a szárazföldi digitális televíziós műsorszórásba.

### Televíziós közvetítés

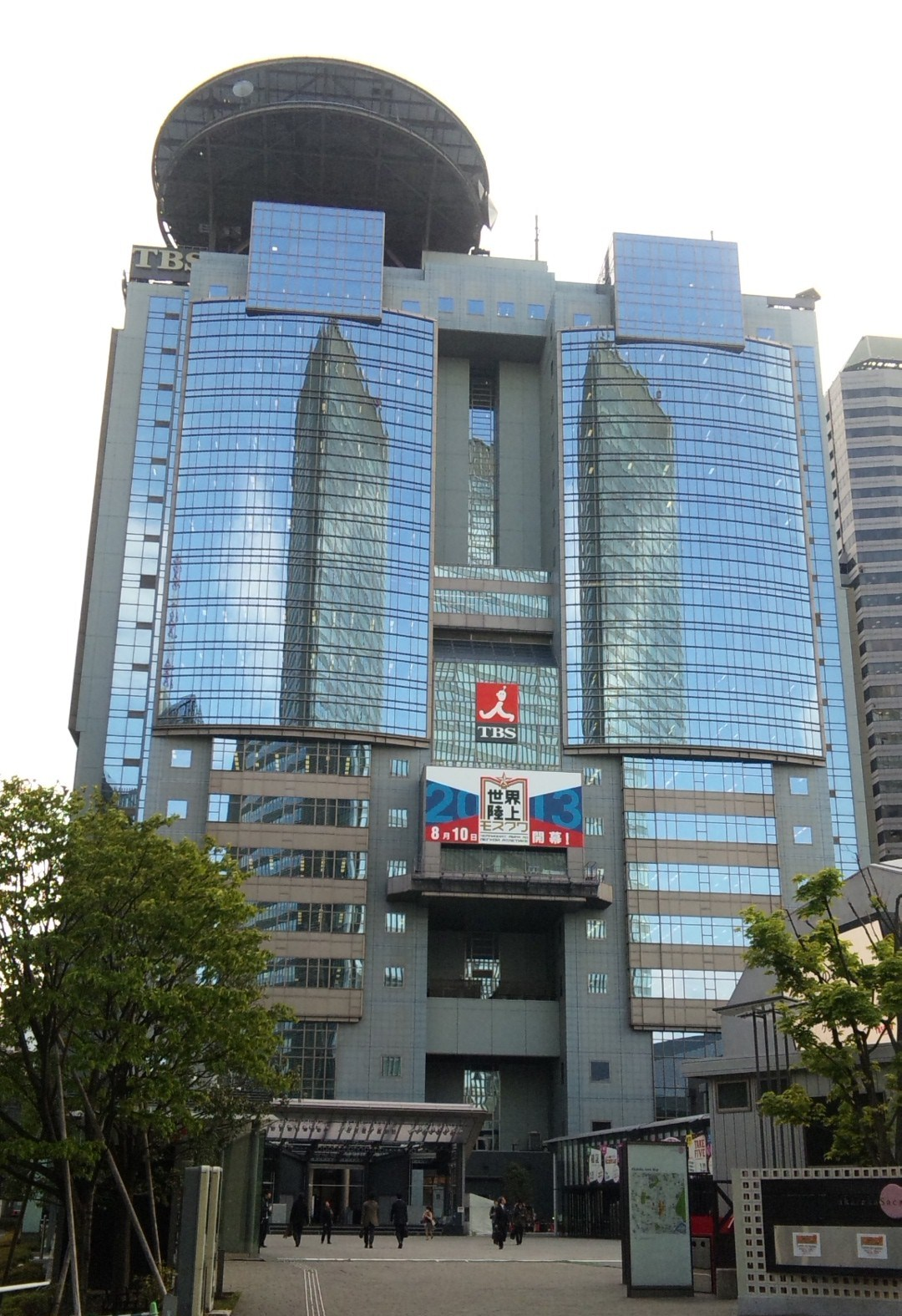
A TBS épülete

Japánban hat nagy közvetítő társaság van, amely a kereskedelmi adások terén vezető helyen vannak. A hat társaság a következő: Nippon Hoszo Kjókai, Nippon Television, Tokyo Broadcasting System, Fuji Television, TV Asahi és TV Tokyo. Ezeknek a központja Tokióban található, és ezeket nevezzük zaikjó kí kjoku-nek (Tokió kulcsállomásai).
Ezek a kulcsállomások híreket és szórakoztató műsorokat közvetítenek, és szétterjesztik lokális állomásokra a hálózatokon keresztül. Bár a helyi csatornák is rendelkeznek saját műsorokkal, a főcsatornák kihasználtsága hatalmas, és a TV-műsoraik eladási aránya 55,7%-ot ért el 2002-2003-as évben. Továbbá, a hálózatukat erősen befolyásolják az őket irányító napilapkiadó vállalatok is.
1. NHK: Nippon Hoszo Kjókai, Japán legnagyobb közszolgálati csatornája. 1925-től rádiós műsort, 1953-tól televíziós műsorszórást kezdett. Jelenleg öt csatornát foglal magába: egy általános (NHK General TV), egy oktatási (NHK Educational TV) és három műsorszóró műholdas csatornát. Az angol BBC-hez hasonlóan előfizetői díjakból működik. Ennek köszönhető, hogy a társaság az államtól független tud maradni. Az a fontos, hogy a nézők véleménye elsőbbséget élvezzen.
2. Nippon Television Network System – Nippon TV: 1952-től sugároz televíziós műsort. 1972-től engedélyt kapott arra, hogy a műsorokat angolul és japánul is vetítsék. Szerződési kapcsolatban áll a Jomiuri Sinbunnal, a napilapkiadón keresztül pedig a Jomiuri Giants baseball csapattal. Kapcsolatban van továbbá a Studio Ghibli animációs filmstúdióval is, a csatornán így a stúdióban készült filmeket is vetítik.
3. TBS: Tokyo Broadcasting System. A Mainicsi Sinbun vállalattal van kapcsolatban. A társaság tulajdonában áll a Japan News Network (JNN). Ez egy hírhálózat, amely 28 vállalatból és csatornából áll. Egyedi hírműsora a Csikusi Tecuja News 23, amit késő este 11-kor sugároznak. Az Astroboy, Dragon Ball Z, Naruto és a Sailor Moon is ezen a csatornán került vetítésre.
4. Fuji TV: A Szankei napilapkiadóval áll szerződésben. Az FNS (Fuji Network System) és az FNN (Fuji News Network) hálózatokon keresztül dolgozzák fel a helyi eseményekkel és hírekkel kapcsolatos információkat. A Fuji TV jellemzője, hogy számos szórakoztató műsort is közvetít. Animációs sorozatok közül az Astroboy-t, Dragon Ball-t, Gegege no Kitaro-t vetítette.
5. TV Aszahi Network: A csatorna 1959 óta működik. Eredeti célja az oktató műsorok vetítése, az Asahi napilapkiadó vállalattal van kapcsolatban. A leghíresebb hírműsora a Newstation volt, 1985 és 2004 között.
6. TV Tokyo Network: 1964. augusztusban kezdett műsort közvetíteni. Elsősorban oktatási anyag terjesztésére hozták létre, majd a profilt kibővítették a műsorok vetítése felé is. A Nihon Kezai lapkiadó vállalat fennhatósága alatt áll 1969 óta, így az eleinte oktatási célzattal létrehozott csatorna kereskedelmi adóvá alakult át, hírműsorokat és dokumentumfilmeket vetítettek.

### Rádióközvetítés
Egyes politikai szabályozások miatt Japánban igen kevés a rádióadók száma. Ezzel azon fejlettebb országok közé tartozik, ahol kisebb létszámú a rádiók hallgatósága. Ennek főként az oka az, hogy egyrészt mások az elvárások a kulturális különbségi szinteken, másrészt az autókban rádiók helyett a műszerfalon kisebb televíziók vannak beszerelve. Még okként ide sorolható az is, hogy a középosztály-béli fiatal dolgozó réteg más médiumból tájékozódik, mint például a televíziós adások. Általánosan minden prefektúrának van három NHK rádiója: két privát AM adója és egy FM rádiója. Néhány területen – Kantó és Kanszai régiókban – több rádióadó is van.

#### AM rádióadók
- NHK Rádió 1, NHK Rádió 2
- Japan Radio Network – TBS Rádió (TBSラジオ)
- National Radio Network – Nippon Kulturális Közvetítés (Nippon Cultural Broadcasting) és Nippon Közvetítő Rendszer (Nippon Broadcasting System)
- Rádió Nikkei: egy független rádióadó, amely két csatornán keresztül közvetít országos szinten.

#### FM rádióadók
- NHK-FM
- Japán FM Hálózat (JFN, Japan FM Network)
- Japán FM Egyesület (Japan FM League)
- MegaNet

## Internet
A kezdeti időkben Japán az internet-kapcsolatok tekintetében technikai értelemben lemaradt az Egyesült Államokhoz, Kanadához, Ausztráliához és egyes európai országokhoz képest. Az első weboldal 1992. szeptember 30-án indult el.
Hosszabb ideig nem tudták feldolgozni azt a sok lehetőséget, amit az internet adhat, és még nem tudták a hétköznapokba se beépíteni, mint médiumot. 1998-ban a lakosság 11%-a jutott internetkapcsolathoz (ellenben Amerikával, ahol ez az arány 26,3%, ugyanebben az évben). Az utóbbi években Japánban az internethasználók száma növekedésbe kezdett, elterjesztették az üvegszálas technológiát is, és végül 2007 végére 88 millió internet előfizető volt Japánban.
Napjainkban az alap hétköznapi szolgáltatásokhoz elérhető online felület is, így lehetséges, hogy akár mobilról is intézhetnek fontosabb ügyeket. Japánban elérhetőek ingyenes és fizetős Wi-Fi szolgáltatások, amelyekre laptopon és mobiltelefonon keresztül nyilvános hálózatokon is fel lehet csatlakozni. Ilyen nyilvános hálózatok elérhetők éttermekben, szállodákban, kávézókban.
- Ingyenes Wi-Fi: Hasznos a külföldről érkező turistáknak. A fő repülőtereken és vonatállomásokon elérhető ez a szolgáltatás (ebbe beletartozik az összes Jamanote Line-állomás, illetve a sinkanszen megállók)
- Fizetős Wi-Fi szolgáltatás: Nagyobb szolgáltatóknál jellemző, hogy a külföldi turisták számára a teljes szolgáltatás igénybe vételéhez regisztráció szükséges. A regisztráció során szükség lehet japán bankkártyára és címre, mivel a nagyobb cégek regisztrációs felületei is japánul vannak.

Japánban online felületeken elérhetők bizonyos napilapok, mint például a fent említett Aszahi lapkiadónak az internetes változata. Ezeket úgy lehet elérni, hogy ahogy az újságot megvesszük, úgy az internetes elérhetőséghez elő kell fizetni ahhoz, hogy több platformon (számítógépen, telefonon, tableten) elérhető legyen. Online magazinkiadás terén egyes vállalatok saját magazinolvasó alkalmazásokat is létrehoztak, ahol a régebbi és új számok is elérhetők, letölthetők és olvashatók, persze előfizetői díj ellenében.
Interneten nézhetőek a legnagyobb főcsatornák is. Ezeket arra használják, hogy az online felület segítségével sorozataikat, műsoraikat jobban elterjesszék, illetve nagy hangsúlyt fektetnek itt is a híradásra is.
Az országban az online közösségi média is nagy szerepet játszik, ennek fényében közösségi alapú hírportálok jelentek meg. Ezeknek lényege az, hogy a közösségben részt vevő emberek egymással meg tudjanak beszélni bizonyos dolgokat, és mindezt úgy, hogy anonimek maradnak végig. A legnagyobb közösségi portálok között szerepel a Mixi nevű kapcsolatépítő és kapcsolatfenntartó oldal, 17 millió felhasználóval. 2008-tól Japánban is elterjedt a Facebook is, aminek az eredetileg Japánban létrehozott közösségi oldalakkal szemben nincs akkora népszerűsége.

## Reklámügynökségek
- Dencu (電通): A legnagyobb reklámügynökség Japánban és világszerte is ismert. Hatalmas befolyással rendelkezik a televíziós közvetítésekben és más médiában is.
- Hakuhodo (博報堂): 1895-ös alapítási évével a legrégebbi reklámügynökség.
- Aszacu-DK (アサツー ディ・ケイ): A harmadik legnagyobb ügynökség.